# Deus Salutis Meæ
Deus Salutis Meæ è il dodicesimo album in studio del gruppo musicale Blut Aus Nord, pubblicato il 2017.

## Tracce
1. "δημιουργός" – 1:20
2. "Chorea Macchabeorum" – 4:12
3. "Impius" – 4:07
4. "γνῶσις" – 1:27
5. "Apostasis" – 5:28
6. "Abisme" – 2:44
7. "Revelatio" – 4:19
8. ἡσυχασμός – 1:05
9. Ex Tenebrae Lucis – 5:09
10. Métanoïa – 3:52

## Formazione
- Vindsval - voce, chitarra
- GhÖst - basso
- W.D. Feld - batteria, tastiera